# ۱۶۶۹ (میلادی)
۱۶۶۹ (میلادی) هزار و ششصد و شصت و نهمین سال تقویم میلادی است.

## درگذشتگان
- ۱۰ سپتامبر - هنریتا ماریای فرانسه، شهبانوی انگلستان (ت. ۱۶۰۹)
- ۹ دسامبر - کلمنت نهم، پاپ کلیسای کاتولیک روم (ت. ۱۶۰۰)
- ۱۶ مه – پیترو دا کورتونا، هنرمند، معمار، و نقاش ایتالیایی (ز. ۱۵۹۶)